# Regierung Antonín Švehla I
Die Regierung Antonín Švehla I war die sechste Regierung der Tschechoslowakei in der Zeit zwischen den Weltkriegen. Sie war vom 7. Oktober 1922 bis zum 9. Dezember 1925 im Amt. Ihr folgte die Regierung Antonín Švehla II.

## Kabinettsmitglieder
| Ressort                                                       | Name                          | Amtszeit                             |
| ------------------------------------------------------------- | ----------------------------- | ------------------------------------ |
| Ministerpräsident                                             | Antonín Švehla                | 07. Oktober 1922 – 9. Dezember 1925  |
| Außenminister                                                 | Edvard Beneš                  | 07. Oktober 1922 – 9. Dezember 1925  |
| Innenminister                                                 | Jan Malypetr                  | 07. Oktober 1922 – 9. Dezember 1925  |
| Finanzminister                                                | Alois Rašín                   | 07. Oktober 1922 – 18. Februar 1923  |
| Finanzminister                                                | Bohdan Bečka                  | 24. Februar 1923 – 9. Dezember 1925  |
| Minister für Bildung und Kultur                               | Rudolf Bechyně                | 07. Oktober 1922 – 3. Oktober 1924   |
| Minister für Bildung und Kultur                               | Ivan Markovič (kommissarisch) | 03. Oktober 1924 – 9. Dezember 1925  |
| Verteidigungsminister                                         | František Udržal              | 07. Oktober 1922 – 9. Dezember 1925  |
| Justizminister                                                | Josef Dolanský                | 07. Oktober 1922 – 9. Dezember 1925  |
| Minister für Industrie, Handel und Gewerbe                    | Ladislav Novák                | 07. Oktober 1922 – 9. Dezember 1925  |
| Minister für die Eisenbahnen                                  | Jiří Stříbrný                 | 07. Oktober 1922 – 20. Juli 1925     |
| Minister für die Eisenbahnen                                  | Emil Franke (kommissarisch)   | 000020. Juli 1925 – 9. Dezember 1925 |
| Minister für öffentliche Arbeiten                             | Antonín Srba                  | 07. Oktober 1922 – 9. Dezember 1925  |
| Landwirtschaftsminister                                       | Milan Hodža                   | 07. Oktober 1922 – 9. Dezember 1925  |
| Sozialminister                                                | Gustav Habrman                | 07. Oktober 1922 – 28. März 1925     |
| Sozialminister                                                | Lev Winter                    | 00l28. März 1925 – 9. Dezember 1925  |
| Minister für Gesundheit und Sport                             | Jan Šrámek                    | 07. Oktober 1922 – 9. Dezember 1925  |
| Minister für Post und Telegraphie                             | Alois Tučný                   | 07. Oktober 1922 – 18. Februar 1924  |
| Minister für Post und Telegraphie                             | Emil Franke (kommissarisch)   | 18. Februar 1924 – 9. Dezember 1925  |
| Minister für die Unifizierung von Gesetzgebung und Verwaltung | Ivan Markovič                 | 07. Oktober 1922 – 9. Dezember 1925  |
| Minister für die Verwaltung der Slowakei                      | Josef Kállay                  | 07. Oktober 1922 – 9. Dezember 1925  |
| Minister für Ernährung                                        | Emil Franke                   | 07. Oktober 1922 – 9. Dezember 1925  |